# Тиран-крихітка андійський
Тиран-крихітка андійський (Phyllomyias plumbeiceps) — вид горобцеподібних птахів родини тиранових (Tyrannidae). Мешкає в Андах.

## Поширення і екологія
Андійські тирани-крихітки мешкають в Колумбії, Еквадорі і Перу. Вони живуть у вологих гірських тропічних лісах. Зустрічаються на висоті від 1200 до 2200 м над рівнем моря.